# Манастир Доброводица
Манастир Доброводица је мушки манастир Српске православне цркве, припада Епархији Шумадијској. Посвећен је Вазнесењу Господњем. Налази се у селу Доброводица које је удаљено око 5 km од Баточине и 30 km од Крагујевца.

## Историја
Манастир је подигнут 2000. године. Сазидао га је садашњи Игуман Николај, родом из Доброводице, који је шеснаест година провео на Светој гори. Саградио га је на сопственом имању, а манастиру је земљу поклонила и осамдесетогодишња Радмила Лазаревић. Освећен је од стране епископа зворничко тузланског Василија, администратора Епархије шумадијске 9. маја 2002. године.
У манастиру живи старешина манастира јеромонах Николај Стојановић.